# 228135 Sodnik
228135 Sodnik è un asteroide della fascia principale. Scoperto nel 2009, presenta un'orbita caratterizzata da un semiasse maggiore pari a 2,7595360 UA e da un'eccentricità di 0,1024635, inclinata di 2,92008° rispetto all'eclittica.
L'asteroide è dedicato all'astronomo sloveno Zoran Sodnik.